# 코아스
코아스(Koas)는 대한민국의 사무용 가구 제조 기업이다.

## 역사
1984년 한국OA으로 설립되었다. 2005년에 유가증권시장에 상장하였으며 사명을 '코아스웰'로 변경하였다가 2011년에 현재의 사명으로 변경하였다 2024년 최대주주가 66억 원 규모의 보유주식(전체의 7.16%)를 백운조합에 양도하여 최대주주가 변경되었다

## 논란
2024년 공정거래위원회가 ‘하도급거래 공정화에 관한 법률’(하도급법)을 4차례 위반한 코아스에 대해 입찰참가자격을 제한할 것을 관계 행정기관에 요청하였다.